# Amélie (саундтрек)
Amélie — саундтрек до фільму «Амелі», випущений 2001 року на лейблі Virgin Records. Французький композитор-мультиінструменталіст Ян Тірсен написав 22 з 24 композицій альбому. Amélie очолив французький чарт, а також посів друге місце в чарті Billboard Top World Music Albums. Композиція «Comptine d'un autre été: L'Après-midi», випущена як сингл, займала позиції в чартах Швейцарії, Австрії, Німеччини та Франції. Альбом виграв премію від Міжнародної академії саундтреків у категорії «Найкраща музика до фільму», а також премію «Сезар» за найкращу музику до фільму.
Усі релізи альбому містять 20 композицій, і лиш в одному з французьких видань були включені чотири бонус-треки.

## Список композицій
Автор музики Ян Тіерсен, окрім вказаних окремо композицій. 
| #     | Назва                                    | Автор слів                | Автор музики               | Тривалість |
| ----- | ---------------------------------------- | ------------------------- | -------------------------- | ---------- |
| 1.    | «J'y suis jamais allé»                   |                           |                            | 1:34       |
| 2.    | «Les Jours tristes»                      |                           | Тірсен, Ніл Геннон         | 3:03       |
| 3.    | «La Valse d'Amélie»                      |                           |                            | 2:15       |
| 4.    | «Comptine d'un autre été: L'Après-midi»  |                           |                            | 2:20       |
| 5.    | «La Noyée»                               |                           |                            | 2:03       |
| 6.    | «L'Autre valse d'Amélie»                 |                           |                            | 1:33       |
| 7.    | «Guilty» (виконана Елом Боулі)           | Гас Кан                   | Річард Вайтінг, Гаррі Екст | 3:13       |
| 8.    | «À quai»                                 |                           |                            | 3:32       |
| 9.    | «Le Moulin»                              |                           |                            | 4:27       |
| 10.   | «Pas si simple»                          |                           |                            | 1:52       |
| 11.   | «La Valse d'Amélie» (оркестрова версія)  |                           |                            | 2:00       |
| 12.   | «La Valse des vieux os»                  |                           |                            | 2:20       |
| 13.   | «La Dispute»                             |                           |                            | 4:15       |
| 14.   | «Si tu n'étais pas là» (виконана Фреель) | Гастон Кларет, П'єр Бейль |                            | 3:29       |
| 15.   | «Soir de fête»                           |                           |                            | 2:55       |
| 16.   | «La Redécouverte»                        |                           |                            | 1:13       |
| 17.   | «Sur le fil»                             |                           |                            | 4:23       |
| 18.   | «Le Banquet»                             |                           |                            | 1:31       |
| 19.   | «La Valse d'Amélie» (фортепіанна версія) |                           |                            | 2:38       |
| 20.   | «La Valse des monstres»                  |                           |                            | 3:39       |
| 54:45 |                                          |                           |                            |            |

| Бонус-треки | Бонус-треки                                                       | Бонус-треки |
| #           | Назва                                                             | Тривалість  |
| ----------- | ----------------------------------------------------------------- | ----------- |
| 21.         | «L'Autre valse d'Amélie» (струнна і фортепіанно-квінтетна версія) | 1:43        |
| 22.         | «Les Deux pianos»                                                 | 2:00        |
| 23.         | «Comptine d'un autre été: La Démarche»                            | 2:03        |
| 24.         | «La Maison»                                                       | 2:03        |
| 01:01:36    |                                                                   |             |

## Учасники запису
Список складений за інформацією сайту Discogs. 
| Музиканти - Ян Тірсен — фортепіано, карильйон, банджо, мандоліна, гітара, клавесин, вібрафон, акордеон, мелодика - Оркестровий соборний ансамбль (англ. Ensemble Orchestral Synaxis) — оркестр (композиції «Les Jours tristes» і «À quai») - Христина Отт (фр. Christine Ott) — хвилі Мартено (композиція «À quai») - Християн Кермале (фр. Christian Quermalet) — ударні (композиція «Les Jours tristes») | Виробництво - Уве Тайхерт (фр. Uwe Teichert) — мастеринг - Фабрис Лоро (фр. Fabrice Laureau) — зведення - Марк Бруккер (фр. Marc Bruckert) — обкладинка |

## Нагороди та номінації
Список складений за інформацією сайту IMDb.

### Нагороди
- 2001 — премія від Міжнародної академії саундтреків за найкращу музику до фільму
- 2002 — премія «Сезар» за найкращу музику до фільму

### Номінації
- 2001 — премія BAFTA за найкращу музику до фільму
- 2001 — премія від Міжнародної академії саундтреків у категорії «Кінокомпозитор року»
- 2001 — премія від Phoenix Film Critics Society за найкращий саундтрек

## Чарти
| Чарти                            | Позиція |
| -------------------------------- | ------- |
| Billboard Top World Music Albums | 2       |
| Media Control Charts             | 33      |
| IRMA                             | 33      |
| MegaCharts                       | 31      |
| Ö3 Austria Top 40                | 35      |
| Schweizer Hitparade              | 28      |
| SNEP                             | 1       |
| Ultratop                         | 3/2     |

| Чарты                | Позиция |
| -------------------- | ------- |
| Media Control Charts | 47      |
| Ö3 Austria Top 40    | 41      |
| Schweizer Hitparade  | 34      |
| SNEP                 | 194     |

## ертифікації
| Країна    | Сертифікат | Продажі |
| --------- | ---------- | ------- |
| Канада    | Платиновий | 100 000 |
| Німеччина | Золотий    | 100 000 |

## Кавер-версії
- 2007 року американська рок-група New Found Glory випустила кавер-альбом From the Screen to Your Stereo Part II, що містить кавер на «J'y suis jamais allé».

## Інші появи
- Корейська брейк-данс команда Expression Crew у своєму номері «Маріонетка» (англ. Marionette використовувала наступні композиції з альбому: «Le Moulin», «La Valse d'Amélie» (оркестрова версія), «J'y suis jamais allé», «La Noyée», «La Valse d'Amélie» (фортепіанна версія), «Les Jours tristes».
- Композиція «Les Jours tristes» була використана як бі-сайд до синглу «Perfect Lovesong» північно-ірландського бароко-поп гурту The Divine Comedy.